# Furnariídeos
Furnariídeos (Furnariidae) é uma família de aves passeriformes natural do Novo Mundo, com cerca de 71 géneros e 236 espécies, mais de metade das quais endémicas da América do Sul, desde a Amazónia à Patagónia. O grupo pode ser encontrado em habitats e climas diversos, desde zonas costeiras a áridas, pântanos, zonas urbanas e agrícolas, e em altitudes de até 4 500 metros. A maior biodiversidade de furnarídeos encontra-se nas florestas tropicais de baixa altitude. Alguns exemplos do grupo são as muitas espécies de joão, limpa-folhas, bico-virado e manuel-de-barro.
Os furnarídeos são aves de pequeno a médio porte, medindo entre 10 a 26 cm de comprimento e pesando até 110 gramas. A sua plumagem é composta principalmente em tons de castanho e cinza e apresenta em algumas espécies padrões complexos de pintas e riscas. A forma do bico varia bastante conforme a espécie e hábitos alimentares, bem como a cauda que em alguns casos está adaptada para facilitar a trepa de árvores. Os furnarídeos têm pernas robustas e patas grandes, com os dedos exterior e médio fundidos até metade do comprimento. O grupo não apresenta dimorfismo sexual.
Os furnarídeos formam casais monogâmicos que se mantém, em muitos casos, de ano para ano. A época de reprodução desenrola-se na Primavera ou Verão e inicia-se com a construção de um ninho complexo em forma de forno. O tipo de ninho varia consoante a espécie, mas a maioria é construída a partir de uma mistura de lama e gravetos (embora haja exemplos de aproveitamento de arame farpado, peles de cobra e ossos) e forrados com folhas, teias de aranha ou ervas. As posturas variam entre dois a cinco ovos brancos a esverdeados, que são incubados ao longo de 14 a 22 dias. Os juvenis tornam-se independentes ao fim de cerca de um mês, mas permanecem no território dos pais ao longo do ano seguinte. Em algumas espécies ajudam inclusivamente a criar a ninhada seguinte.
Os furnarídeos são aves diurnas, territoriais e maioritariamente sedentárias, se bem que as espécies que vivem em altitude tendem a migrar na época de reprodução. A alimentação do grupo faz-se à base de insetos e outros pequenos invertebrados, exercendo um papel importante no controlo de pragas em zonas agrícolas.
O IUCN lista 30 espécies de furnarídeos como vulneráveis ou ameaçadas de extinção, principalmente devido a deflorestação e fragmentação de habitats.

## Taxonomia
Com base na análise filogenética (mtDNA citocromo b e nDNA) deste grupo de aves, a família Dendrocolaptidae foi incluída na Furnariidae, já que o reconhecimento da Dendrocolaptidae fazia com que a Furnariidae fosse parafilética uma vez que os gêneros Sclerurus e Geositta são basais em relação aos dois outros grupos. Um arranjo alternativo da sistemática do grupo feita por Moyle e colaboradores em 2009 mantém Dendrocolaptidae como família distinta e divide a Furnariidae tradicional em duas famílias, Furnariidae e Scleruridae.
Sistemática da família Furnariidae:
- Subfamília Sclerurinae Swainson, 1827
  - Gênero Geositta (a) Swainson, 1827 (11 espécies)
  - Gênero Sclerurus Swainson, 1837 (6 espécies)
- Subfamília Dendrocolaptinae Gray, GR, 1840

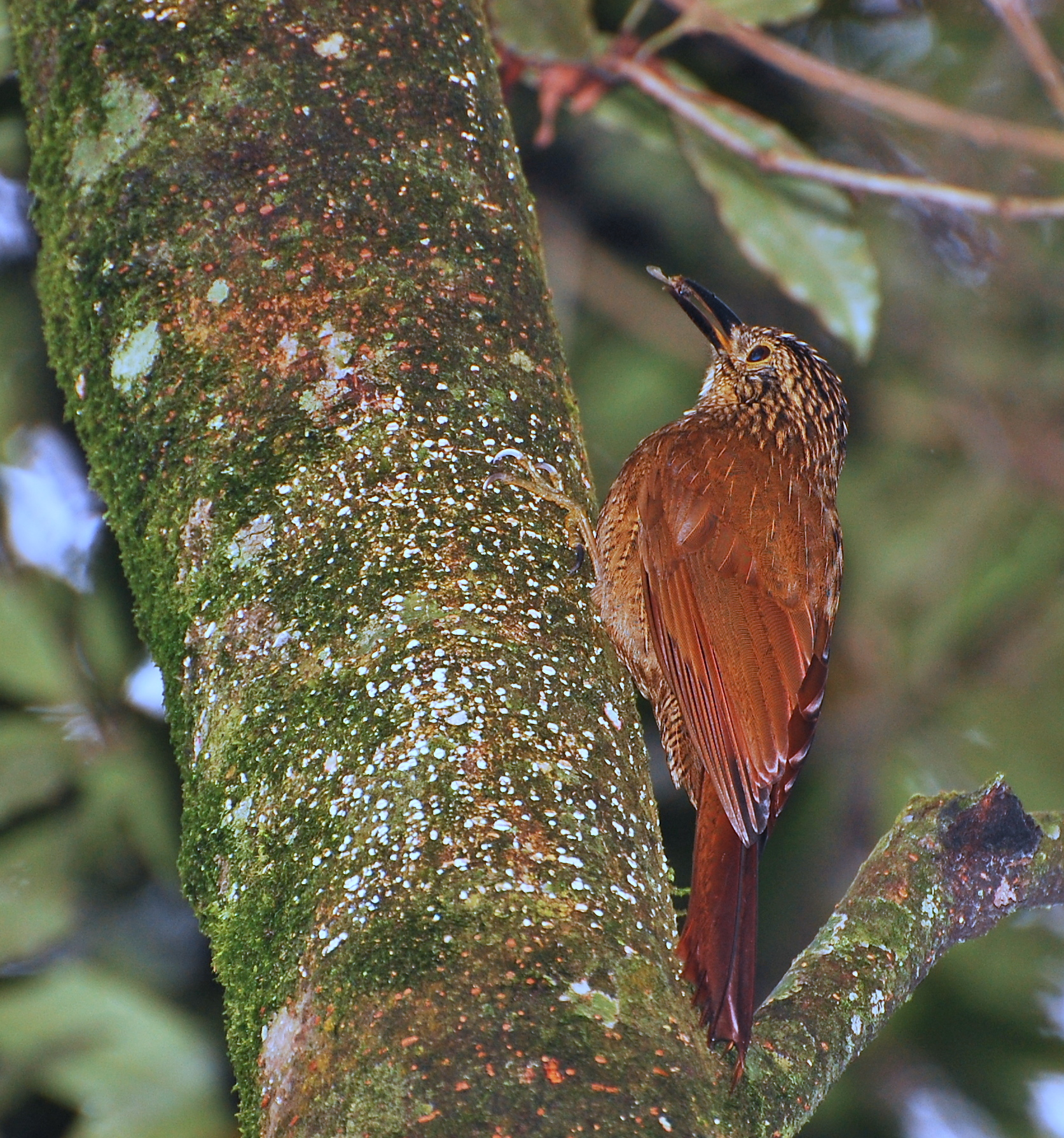
Dendrocolaptes platyrostris.

- - Gênero Certhiasomus (b) Derryberry, Claramunt, Chesser, Aleixo, Cracraft, Moyle & Brumfield, 2010 (1 espécie)
  - Gênero Sittasomus Swainson, 1827 (1 espécie)
  - Gênero Deconychura Cherrie, 1891 (1 espécie)
  - Gênero Dendrocincla Gray, GR, 1840 (6 espécies)
  - Gênero Glyphorynchus Wied, 1831 (1 espécie)
  - Gênero Dendrexetastes Eyton, 1851 (1 espécie)
  - Gênero Nasica Lesson, 1830 (1 espécie)
  - Gênero Dendrocolaptes Hermann, 1804 (5 espécies)
  - Gênero Hylexetastes Sclater, PL, 1889 (2 espécies)
  - Gênero Xiphocolaptes Lesson, 1840 (4 espécies)
  - Gênero Xiphorhynchus Swainson, 1827 (15 espécies)
  - Gênero Dendroplex (c) Swainson, 1827 (2 espécies)
  - Gênero Campylorhamphus Bertoni, 1901 (4 espécies)
  - Gênero  Drymotoxeres (d) Claramunt, Derryberry, Chesser, Aleixo & Brumfield, 2010 - (1 espécie)
  - Gênero Drymornis Eyton, 1852 (1 espécie)
  - Gênero Lepidocolaptes Reichenbacg, 1853 (7 espécies)
- Subfamília Furnariinae Gray, GR, 1840

- - Gênero Xenops (x) Illiger, 1811 (3 espécies)
  - Gênero Berlepschia Ridgway, 1887 (1 espécie)
  - Gênero Microxenops (e) Chapman, 1914 (1 espécie)
  - Gênero Pygarrhichas Burmeister, 1837 (1 espécie)
  - Gênero Ochetorhynchus (f) Meyen, 1834 (4 espécies)
  - Gênero Pseudocolaptes Reichenbach, 1853 (2 espécies)
  - Gênero Premnornis Ridgway, 1909 (1 espécie)
  - Gênero Tarphonomus (g) Chesser & Brumfield, 2007 (2 espécies)
  - Gênero Furnarius Vieillot, 1816 (6 espécies)
  - Gênero Lochmias Swainson, 1827 (1 espécie)
  - Gênero Phleocryptes Cabanis & Heine, 1860 (1 espécie)
  - Gênero Limnornis Gould, 1839 (1 espécie)
  - Gênero Geocerthia (h) Chesser & Claramunt, 2009 (1 espécie)

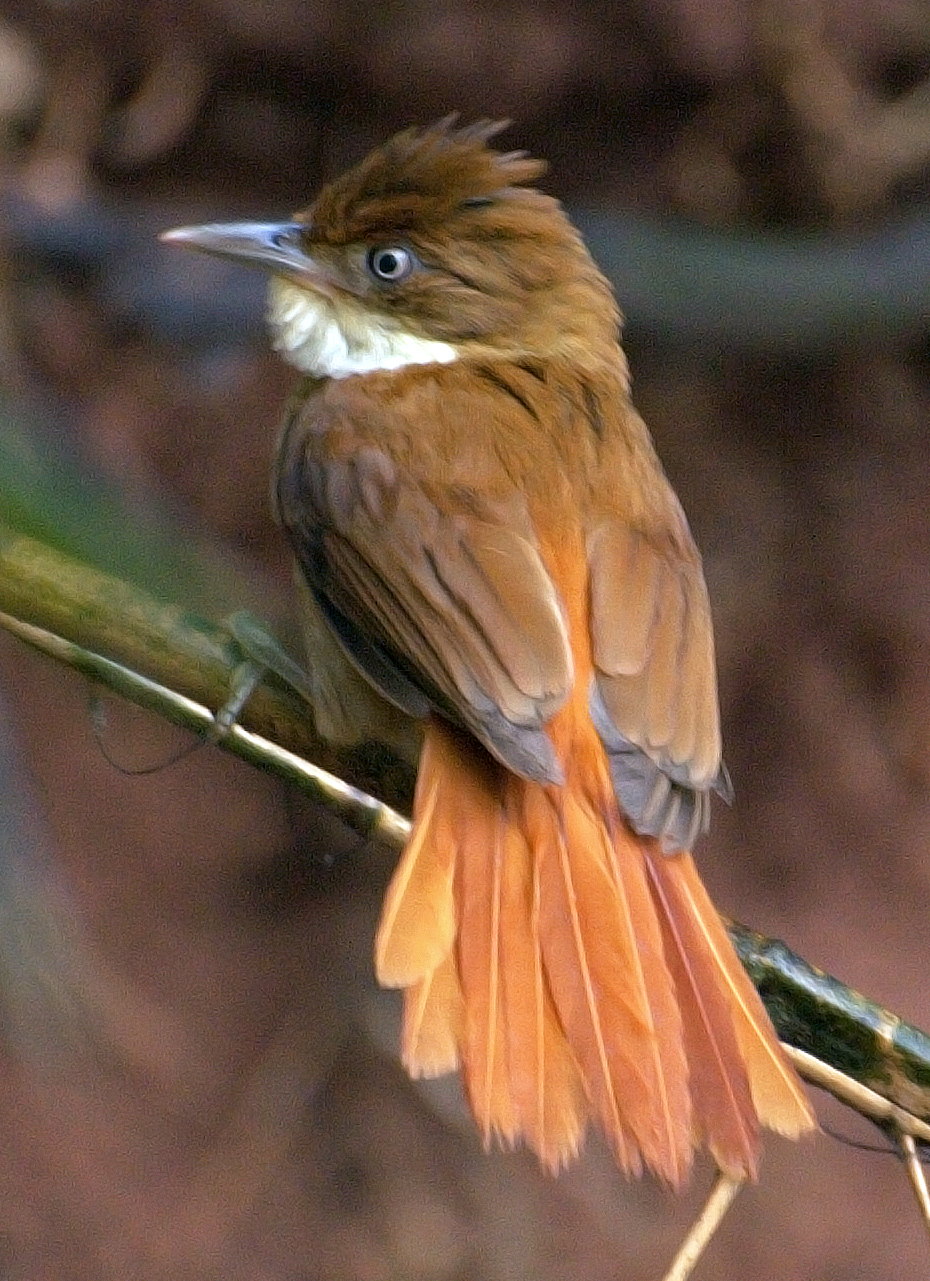
Automolus leucophthalmus.

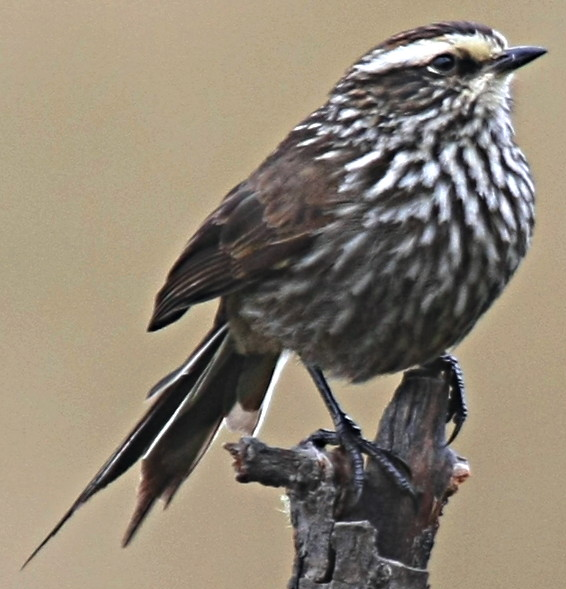
Leptasthenura andicola.

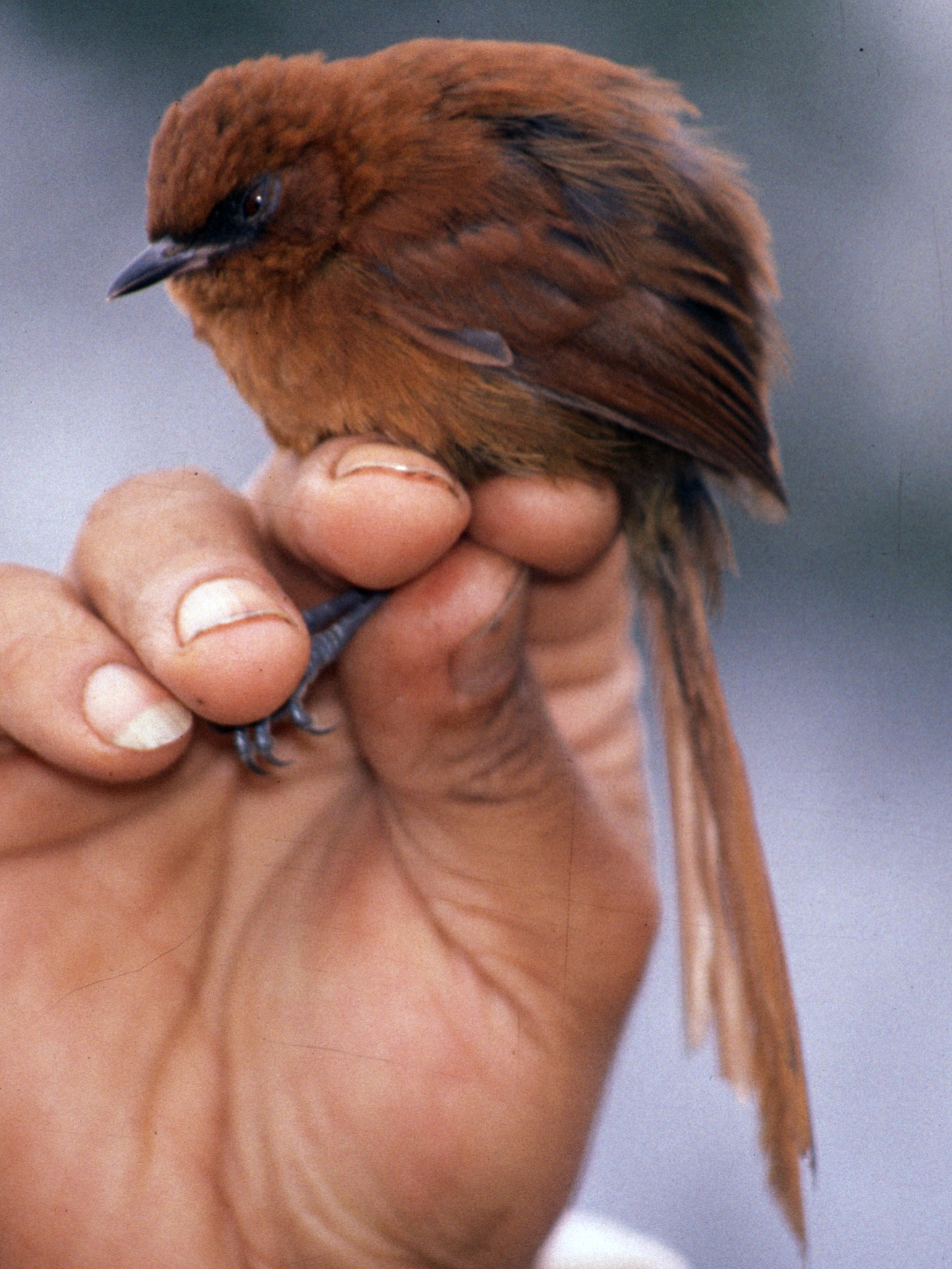
Synallaxis unirufa.

  - Gênero Upucerthia Geoffroy Saint-Hilaire,I, 1832 (5 espécies)
  - Gênero Cinclodes Gray, GR, 1840 (12 espécies)
  - Gênero Anabazenops Lafresnaye, 1840 (2 espécies)
  - Gênero Megaxenops Reiser, 1905 (1 espécie)
  - Gênero Cichlocolaptes Reichenbach, 1853 (1 espécie)
  - Gênero Heliobletus Reichenbach, 1853 (1 espécie)
  - Gênero Philydor von Spix, 1824 (10 espécies)
  - Gênero Anabacerthia Lafresnaye, 1840 (3 espécies)
  - Gênero Syndactyla Reichenbach, 1853 (5 espécies)
  - Gênero Simoxenops Chapman, 1937 (2 espécies)
  - Gênero Ancistrops Sclater,PL, 1862 (1 espécie)
  - Gênero Clibanornis Sclater,PL & Salvin, 1873 (1 espécie)
  - Gênero Hylocryptus Chapman, 1919 (2 espécies)
  - Gênero Hyloctistes Ridgway, 1909 (1 espécie)
  - Gênero Automolus Reichenbach, 1853 (9 espécies)
  - Gênero Thripadectes Sclater,PL, 1862 (7 espécies)
  - Gênero Premnoplex Cherrie, 1891 (2 espécies)
  - Gênero Margarornis Reichenbach, 1853 (4 espécies)
  - Gênero Aphrastura Oberholser, 1899 (2 espécies)
  - Gênero Sylviorthorhynchus Des Murs, 1827 (1 espécie)
  - Gênero Leptasthenura Reichenbach, 1853 (10 espécies)
  - Gênero Phacellodomus Reichenbach, 1853 (9 espécies)
  - Gênero Hellmayrea Stolzmann, 1926 (1 espécie)
  - Gênero Anumbius d'Orbigny & Lafresnaye, 1838 (1 espécie)
  - Gênero Coryphistera Burmeister, 1860 (1 espécie)
  - Gênero Asthenes (i) Reichenbach, 1853 (27 espécies)
  - Gênero Acrobatornis Pacheco, Whitney & Gonzaga, 1996 (1 espécie)
  - Gênero Metopothrix Sclater,PL & Salvin, 1866 (1 espécie)
  - Gênero Xenerpestes von Berlepsch, 1886 (2 espécies)
  - Gênero Siptornis Reichenbach, 1853 (1 espécie)
  - Gênero Roraimia Chapman, 1929 (1 espécie)
  - Gênero Thripophaga Cabanis, 1847 (4 espécies)
  - Gênero Limnoctites Hellmayr, 1925 (1 espécie)
  - Gênero Cranioleuca Reichenbach, 1853 (20 espécies)
  - Gênero Pseudasthenes (j) Derryberry, Claramunt, O'Quin, Aleixo, Chesser, Remsen, Jr. & Brumfield, 2010 (4 espécies)
  - Gênero Spartonoica Peters,JL, 1950 (1 espécie)
  - Gênero Pseudoseisura Reichenbach, 1853 (4 espécies)
  - Gênero Schoeniophylax Ridgway, 1909 (1 espécie)
  - Gênero Certhiaxis Lesson, 1844 (2 espécies)
  - Gênero Synallaxis (k) Vieillot, 1818 (33 espécies)
  - Gênero Siptornopsis Cory, 1919 (1 espécie)
  - Gênero Gyalophylax Peters, JK, 1950 (1 espécie)